# Her Man
Her Man is een Amerikaanse dramafilm uit 1930 onder regie van Tay Garnett. Destijds werd de film in Nederland uitgebracht onder de titel De ploert.

## Verhaal
Frankie werkt als zangeres in een bar in Havana. De eigenaar van de bar vecht over haar met een Amerikaanse matroos. Als Frankie besluit om er met de matroos vandoor te gaan, laat de bareigenaar het stel ontvoeren.

## Rolverdeling
| Acteur            | Personage     |
| ----------------- | ------------- |
| Helen Twelvetrees | Frankie Keefe |
| Phillips Holmes   | Dan Keefe     |
| Marjorie Rambeau  | Annie         |
| James Gleason     | Steve         |
| Ricardo Cortez    | Johnnie       |
| Harry Sweet       | Eddie         |
| Slim Summerville  | Zweed         |
| Thelma Todd       | Nelly         |
| Franklin Pangborn | Sport         |
| Stanley Fields    | Al            |
| Matthew Betz      | Red           |
| Mike Donlin       | Barman        |